# University of Toronto

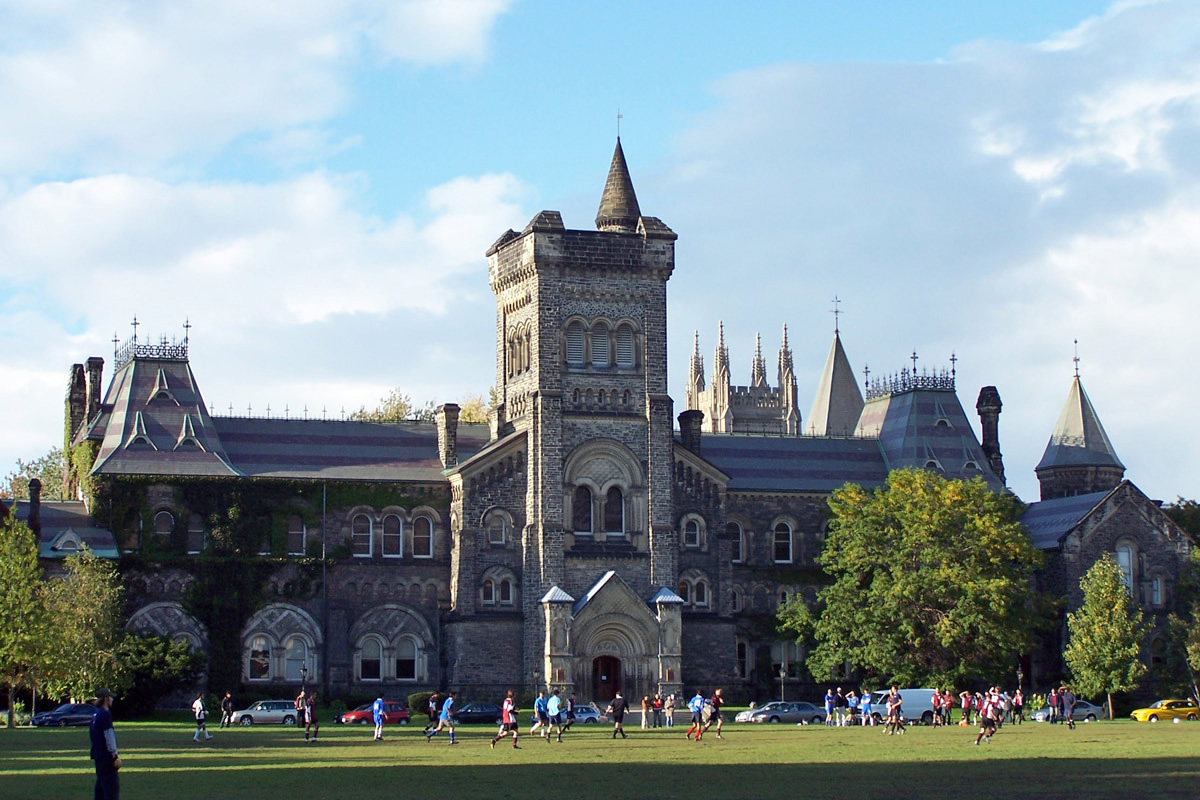
University Colleges byggnad, som är en National Historic Site.

University of Toronto (U of T) är ett statligt forskningsuniversitet i Toronto i Kanada. 
Universitetets huvudcampus ligger centralt i Toronto, men det har också campus i Scarborough och Mississauga. Universitetet grundades genom ett kungligt brev 1827 som King's College, och var det första lärosätet för högre utbildning i kolonin Övre Kanada. Universitetet var ursprungligen kopplat till Church of England, och tog sitt nuvarande namn när det sekulariserades 1850. Universitetet består av tolv colleges av olika typ och bakgrund, som alla har visst självstyre. Universitetet har sexton fakulteter, tio universitetssjukhus och flera forskningsinstitut.
Universitetet är känt för sin forskning och utbildning inom litteraturkritik och kommunikationsteori, med Marshall McLuhan som en framstående företrädare. På universitetet upptäcktes insulin och stamceller, samt att Cygnus X-1 är ett svart hål. Ett av de första elektronmikroskopen och multi-touch-teknik för pekskärmar utvecklades också här.
Lärosätet är ett av världens främsta och rankades på 21:a plats i världen i Times Higher Educations ranking av världens främsta lärosäten 2019 och på delad 29:e plats 2020 i QS Universitetsvärldsrankning över världens bästa universitet.